# Perseu (heroi grec)

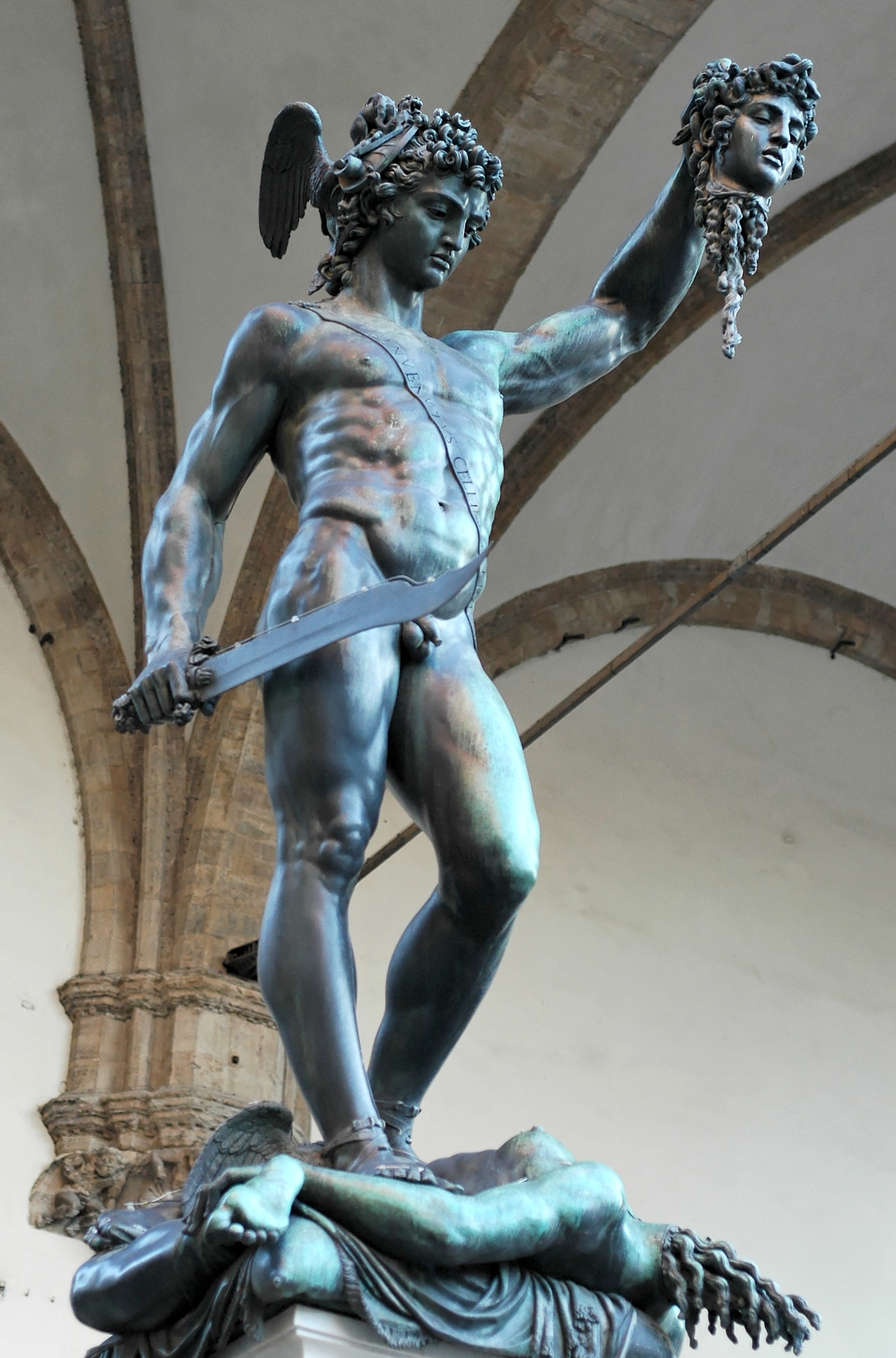
Perseu, per Cellini. Loggia dei Lanzi

En la mitologia grega, Perseu (grec antic: Περσεύς) era un heroi, fill de Zeus i de Dànae, fundador de Micenes i avantpassat d'Hèracles. És conegut per haver matat Medusa i haver alliberat Andròmeda, amb qui es va casar.

## Naixement
El seu avi era Acrisi rei d'Argos. Acrisi havia preguntat a l'oracle què havia de fer per tenir fills, i aquest li respongué que el fill de la seva filla Dànae el mataria. Espantat, i per impedir que l'oracle es complís, va construir una cambra tota de bronze sota terra i hi va tancar la seva filla, perquè ella no pogués tenir mai relacions amb altres homes. Però malgrat les seves precaucions, Dànae va concebre un infant. Unes versions deien que el seu pare era Pretos, el germà d'Acrisi, i que això originà la batalla entre els dos germans. Però el més freqüent era creure que el seductor va ser el mateix Zeus, que es va transformar en una pluja d'or i va penetrar per una escletxa del sostre. Aquesta versió del mite s'explica per simbolitzar el poder absolut dels diners sobre els cors, que és tan gran que permet obrir totes les portes.
Dànae estava tancada amb la seva dida, i així va poder tenir Perseu, engendrat per Zeus d'aquesta manera, i criar-lo durant molts mesos. Un dia, Acrisi va sentir cridar el nen i s'assabentà que Dànae havia tingut un fill. No va voler creure que havia estat engendrat per Zeus i començà matant la dida. Després va llençar la seva filla i el seu net al mar en una caixa de fusta. Però els corrents els portaren a Sèrifos, illa de les Cíclades. El pescador Dictis, germà del rei Polidectes, els va trobar i els va hostatjar a casa seva, i va criar el nadó, que aviat es va convertir en un jove de gran valor i de gran bellesa.

## Qui era Medusa?

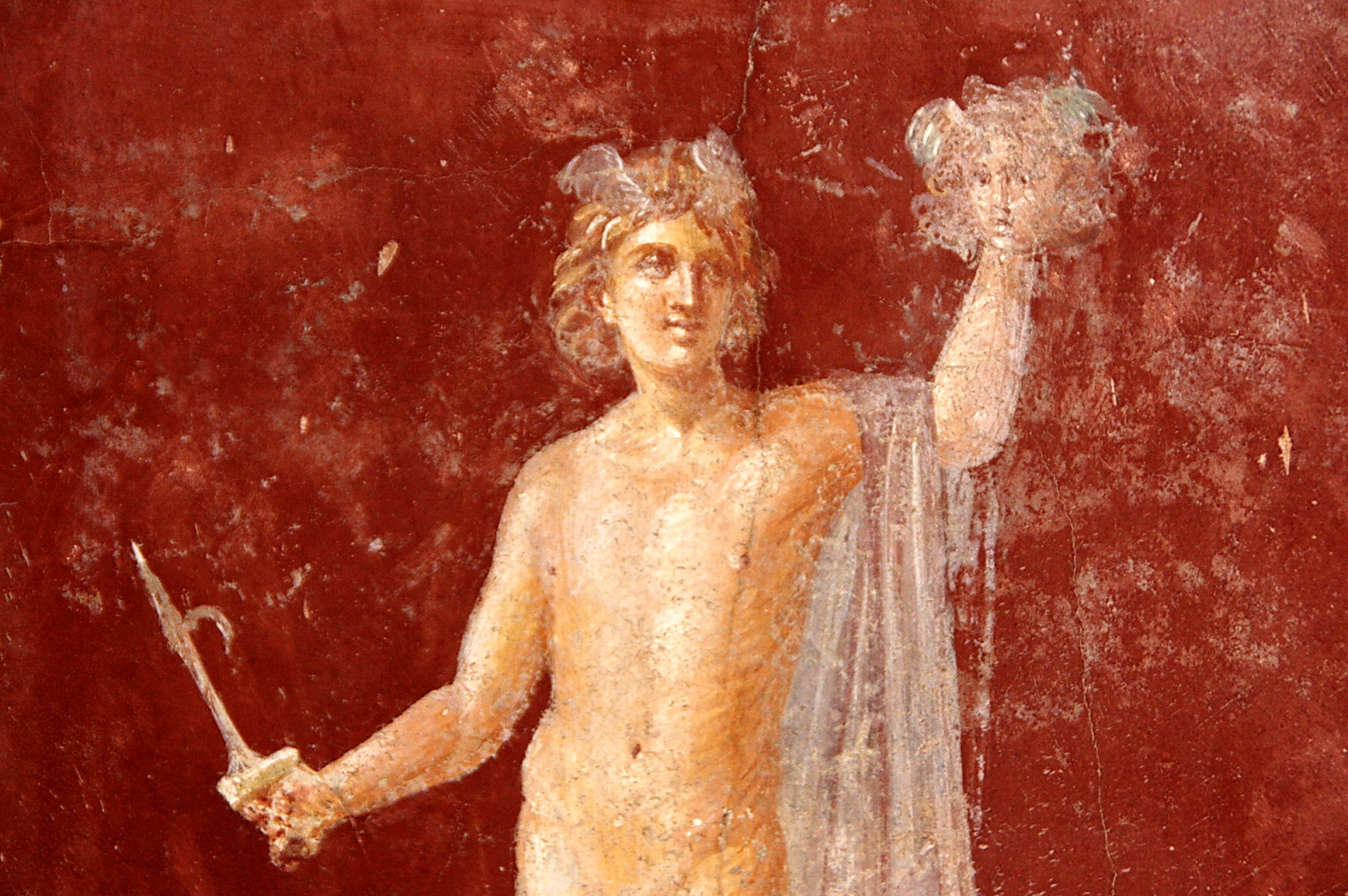
Perseu amb la Medusa en un fresc pompeià a Castellammare di Stabia dins la vila de Sant Marc

Més tard, el rei Polidectes s'enamorà de Dànae i va voler mantenir allunyat Perseu, que rebutjava les proposicions del rei a la seva mare, o potser desfer-se'n per sempre mentre intentava seduir a Dànae. Un dia Polidectes va convidar a sopar a tots els seus amics i també a Perseu, i mentre sopaven els preguntà quin regal li pensaven oferir. Tots van respondre que un cavall, que era el regal que convenia a un rei, i Perseu li va respondre que el cap de la Medusa. L'endemà tothom li va portar un cavall, però Perseu no va portar res. Polidectes li va ordenar que anés a buscar el cap de la Gorgona, i si no ho feia s'apoderaria de Dànae. Una altra versió explica que Polidectes volia destinar aquests regals a Hipodàmia, la filla d'Enòmau, amb qui es volia casar.
Per a aquesta missió, Perseu comptà amb l'ajut dels déus: Hermes li deixà les sandàlies alades i una harpe i Atena un escut brunyit. Primerament l'adreçaren a les filles de Forcis, les Grees, germanes de les Gorgones, perquè li indiquessin la localització de les nimfes estígies, que vigilaven l'elm d'Hades, que feia invisible a qui el portava. Perseu s'acostà a les Grees i els prengué l'únic ull i l'única dent que compartien les tres, i només els els tornà quan li van dir el que volia. Es dirigí aleshores on vivien les nimfes que li entregaren l'elm, unes sandàlies alades i una bossa màgica en què podia guardar el cap de Medusa. Hermes li va donar una falç d'acer molt dur i esmolat.
Quan arribà a l'estatge de les Gorgones, a l'extrem occident, les trobà adormides. Només Medusa era mortal, i per això Perseu pensava poder obtenir-ne el cap. les Gorgones eren uns monstres que tenien el coll protegit per escates de drac, i uns ullals semblants als dels senglars. Tenien les mans de bronze i volaven amb unes ales d'or. La seva mirada era tant poderosa que petrificava tothom que miraven. Eren molt temibles, i per enfrontar-s'hi es necessitava l'ajuda dels déus. Perseu va anar caminant d'esquena i usant l'escut com a mirall per esquivar la mirada petrificadora del monstre, s'elevà de terra amb les sandàlies alades, s'acostà a Medusa i la decapità amb ajuda d'Atena, que li guiava la mà. A continuació, ficà el cap a la bossa i fugí cobert amb el casc d'Hades que el tornava invisible mentre les altres Gorgones el buscaven. Del coll de Medusa en va néixer un cavall alat, Pegàs, i un gegant, Crisàor.
Pel camí de tornada anà a parar al regne d'Atles, que li negà l'hospitalitat perquè temia que no li volgués robar les pomes d'or de les Hespèrides. Perseu li mostrà el cap de Medusa i el transformà en una serralada (la serralada de l'Atles).

## Rescat d'Andròmeda
A les costes d'Etiòpia (segons altres tradicions a la ciutat de Jaffa, a Palestina) trobà Andròmeda, filla de Cefeu, rei dels etíops, encadenada a una roca per expiar la culpa de la seva mare, Cassiopea. Aquesta havia afirmat que ella i Andròmeda eren més belles que les Nereides i això provocà la ira de Posidó que envià el monstre Ceto perquè assolés el país. L'Oracle d'Ammon va anunciar a Cefeu que l'única manera d'aturar el desastre era sacrificar Andròmeda, per la qual cosa va encadenar-la nua perquè els monstres la devoressin. Perseu, en veure-la en un perill tan gran, s'enamorà d'ella, i li va dir al seu pare que l'alliberaria del monstre si li donava la seva filla en matrimoni. Perseu lluità contra el monstre, i amb les armes que tenia, el va poder vèncer sense dificultat. En recompensa, Cefeu li atorgà Andròmeda de muller. Però l'heroi encara s'hagué d'enfrontar a Fineu, oncle i antic promès d'Andròmeda, que reclamava els seus drets. Cefeu i Cassiopea van donar la raó a Fineu, mentre Andròmeda va quedar-se al costat de Perseu. Aquest tornà a fer servir el cap de la Gorgona per convertir en estàtua els seus enemics. Més endavant Posidó va posar les imatges de Cefeu i Cassiopea al cel.

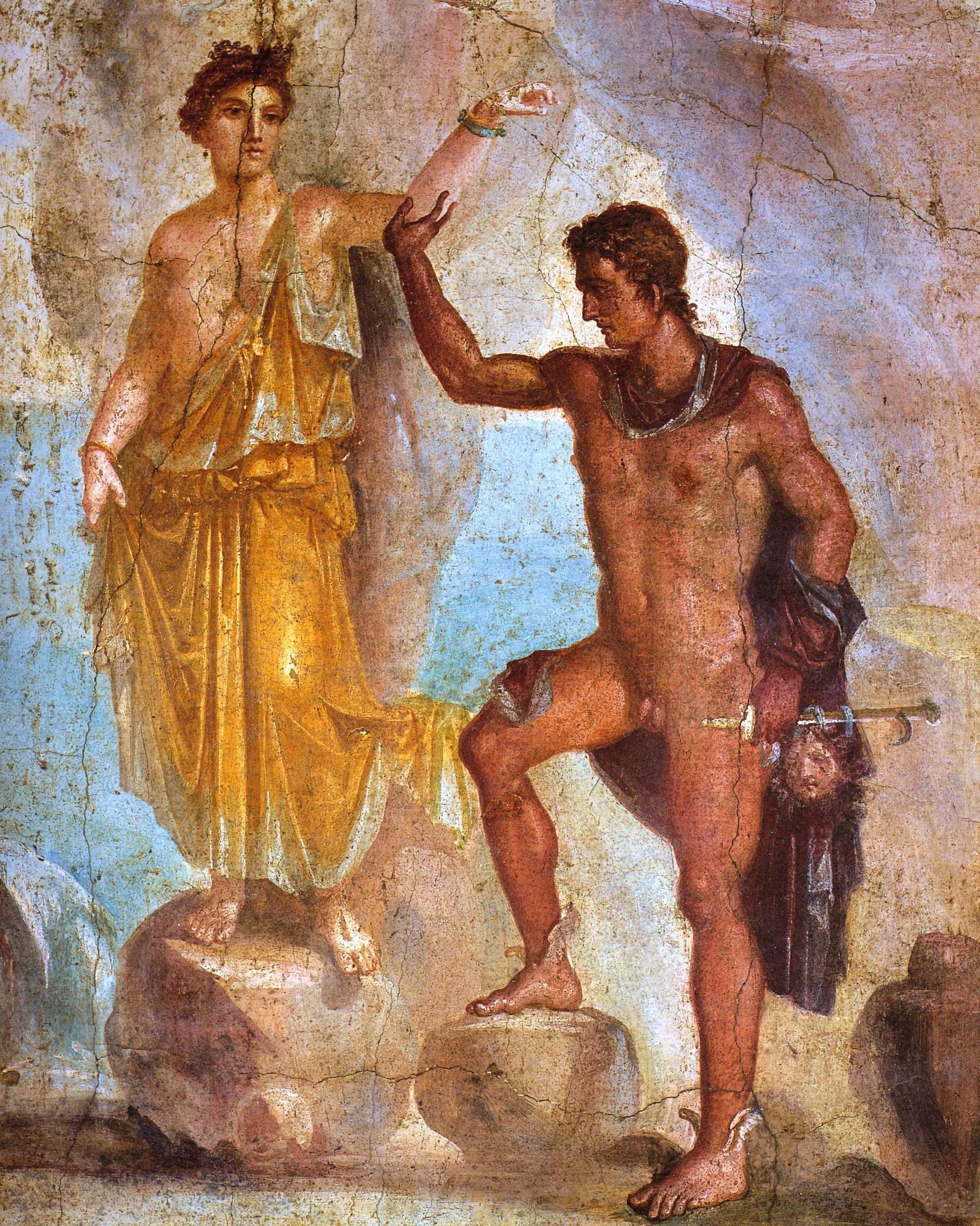
Museo Nazionale Napoli - Perseu i Andròmeda, fresc de Pompeia

Tornà a Sèrifos, on s'assabentà que, en la seva absència, Polidectes havia seguit assetjant Dànae. Dictis i Dànae es van haver de refugiar prop dels altars, buscant asil. Perseu va entrar irat a la sala on s'estava el rei amb els seus amics i va treure el cap de Medusa, transformant tothom en estàtues de pedra. Perseu va donar la corona de Sèfiros al seu pare adoptiu, Dictis, i va tornar les sandàlies, el sarró i el casc a Hermes, que les donà a les nimfes, i Atena col·locava el cap de la Gorgona al mig del seu escut.

## Fundació de Micenes
Perseu va marxar de Sèrifos amb Andròmeda per anar a Argos a reconciliar-se amb el seu avi, però aquest, en saber que venia Perseu, havia marxat al país dels pelasgs, ja que temia l'oracle que li havia anunciat que un net seu el mataria. Al cap de poc temps, a Larisa, el rei Teumènides havia organitzat uns Jocs Fúnebres en honor del seu pare difunt i Perseu va prendre-hi part. Acrisi hi va assistir com a espectador. Perseu, en llançar el disc, ho va fer amb tan mala fortuna que en caure va matar un home: era Acrisi. Afligit per aquest accident, va retre honors fúnebres al seu avi i l'enterrà fora de Làrissa. Sense tornar a Argos per reclamar el reialme, Va canviar Argos per Tirint, on regnava el seu cosí Megapentes, fill del germà d'Acrisi, Pretos.
Més endavant Perseu fundà Micenes, la qual anomenà així perquè una vegada, estant assedegat, va veure aparèixer un bolet (mýkes en grec) que li mostrà una deu d'aigua. Perseu fortificà Micenes i Midea. Pausànies afirma que els grecs consideraven Perseu fundador de Micenes, on tenia un templet dedicat al costat d'un camí.

### Descendència
Perseu i Andròmeda van ser pares de set fills: Perses (avantpassat epònim dels perses), Alceu, Heleu, Mèstor, Estènel, Electrió (avi, a través de la seva filla Alcmena, d'Hèracles) i Cinur; i dues filles, Gorgòfone i Autoctoe. Després de Perseu, Electrió regnà a Micenes fins que fou mort accidentalment pel seu nebot i gendre Amfitrió; fou succeït per Estènel que va expulsar Amfitrió i Alcmena i va entregar Midea als fills de Pèlops, Atreu i Tiestes.
Els mitògrafs romans, i especialment Virgili, explicaven que quan Acrisi va llençar al mar Perseu i Dànae, aquests no havien arribat a Sèrifos, sinó al Laci, on uns pescadors els van recollir. Conduïts a la presència del rei Pilumnus, aquest s'enamorà de Dànae i s'hi va casar. Tots dos van fundar la ciutat d'Ardea. Turnus, rei dels rútuls, seria descendent d'aquest matrimoni. També es deia que Dànae havia tingut dos fills del seu oncle Fineu, Argos i Argeu, amb els quals arribà a Itàlia on es va establir en el lloc on després hi hauria Roma. Argos hauria mort a mans dels aborígens.